# Розстальний Віталій Григорович
Віталій Григорович Розстальний (27 грудня 1936, Рейментарівка — 3 квітня 2006) — радянський і український актор театру і кіно. Народний артист Української РСР (1990). Член Національної спілки театральних діячів України.

## Життєпис
Народився 27 грудня 1936 р. в селі Рейментарівка Корюківського району Чернігівської області. В 1963 році закінчив Київський державний інститут театрального мистецтва ім. І. Карпенка-Карого. 
У 1963–1978 роках працював у Львівському українському драматичному театрі ім. М. Заньковецької, а з 1978 року — в Національному драматичному театрі ім. Івана Франка.

Могила Віталія Розстального

Помер 3 квітня 2006 року. Похований в Києві на Байковому кладовищі (ділянка № 33).

## Фільмографія
Грав у фільмах:
- «На Київському напрямку» (1967, генерал Славута — роль озвучив актор Павло Морозенко);
- «Анничка» (1968, Віктор, ковпаківець);
- «Земля, до запитання» (1972, епізод);
- «Коли людина посміхнулась» (1973, Дубинін);
- «Марина» (1974, Перетричуба);
- «Народжена революцією» (1974, Сомов — роль озвучив актор Павло Морозенко);
- «Порт» (1975, Луговий);
- «Серед літа» (1975, Тур);
- «По секрету всьому світу» (Гриша, робітник на будівництві з відбійним молотком, 2 серія);
- «Щедрий вечір» (1976, Сергій);
- «Агент секретної служби» (1978, епізод);
- «Вавилон-ХХ» (1979, Рубан);
- «Забудьте слово „смерть“» (1979, Петро Бачура);
- «Поєдинок» (1980, телеспектакль);
- «Два дні на початку грудня» (1980, Олександр Григорович Воїнів);
- «Танкодром» (1981, офіцер, співробітник конструкторського бюро);

Актори: Євгеній Киндінов, Володимир Самойлов, Єлена Івочкіна, Ніна Ургант, Ігор Черницький, Віктор Мірошниченко, Павел Морозенко, Миколай Сектименко, Володимир Волков, Нина Кобеляцька та ін. 
- «Битва за Москву» (1985, маршал C.Тимошенко);
- «Сталінград» (1989, маршал С.Тимошенко);
- «Війна на західному напрямку» (1990, маршал С.Тимошенко);
- «Буйна» (1990, батько Катерини);
- «Мина Мазайло» (1991, дядя Тарас);
- «Про шалене кохання, снайпера і космонавта» (1992);
- «Сад Гетсиманський» (1993, Охріменко, завгосп заводу);
- «Трагедія століття» (1993-1994, без зйомок, нарізки з попередніх фільмів Ю.Озерова, маршал С.Тимошенко);
- «Геть сором!» (1994, епізод);
- «Сад Гетсиманський. Тигролови» (1994, епізод);
- «Будемо жити!» (1995)
- «Акваріум» (1995);
- «Острів любові» (1995, старий пан, батько панночки);
- «Чорна рада» (2000, Отаман Пугач);
- «Богдан-Зиновій Хмельницький» (2006, коронний гетьман Потоцький).